# Furzeusz (imię)
Furzeusz – imię męskie, pochodzenia łacińskiego, Furseus, o etymologii nieznanej. Patronem tego imienia jest irlandzki misjonarz, św. Furzeusz (Fursa), zm. w 650 roku w Ponthieu.
Furzeusz imieniny obchodzi 16 stycznia.